# Richard Burton
Pour les articles homonymes, voir Richard Burton (homonymie), Burton, Richard Jenkins et Jenkins.
Richard Walker Jenkins Jr, connu sous le nom de scène Richard Burton est un acteur britannique, né le 10 novembre 1925 à Pontrhydyfen, au pays de Galles et mort le 5 août 1984 à Céligny, en Suisse.
Remarqué pour sa « douce voix de baryton »,, il s'impose comme un acteur shakespearien de premier plan dans les années 1950, incarnant notamment un mémorable Hamlet en 1964. Surnommé « le successeur naturel d'Olivier » par le critique Kenneth Tynan (en), il déçoit toutefois les attentes de certains critiques qui regrettent de le voir gâcher son talent en raison notamment d'une forte consommation d'alcool,. Il est néanmoins considéré comme l'un des meilleurs acteurs de sa génération.
Richard Burton est nommé sept fois aux Oscars entre 1953 et 1978 sans en remporter aucun. Il reçoit en revanche de nombreuses distinctions, dont un BAFA, un Golden Globe, Tony Award et un Grammy Award. Au milieu des années 1960, il devient une star du box-office, puis à la fin de la décennie, l'un des acteurs les mieux payés au monde, recevant des cachets de plus d'un million de dollars plus une part des recettes brutes. 
Il reste étroitement associé dans l'esprit du public à sa seconde épouse, l'actrice Elizabeth Taylor. La relation mouvementée du couple, marié deux fois et divorcé deux fois, a été abondamment documentée et commentée.

## Biographie

### Jeunesse et études
Douzième des treize enfants de Richard Walter Jenkins (1876-1957) et d'Edith Thomas (1883-1927), Richard Walter Jenkins Jr. naît le 10 novembre 1925 à Pontrhydyfen au pays de Galles et grandit dans une communauté de mineurs de confession presbytérienne, où le gallois est la langue d'usage. Sa mère meurt d'une fièvre puerpérale en donnant le jour à son enfant suivant, Graham (1927-2015). La sœur aînée de Richard, Cecilia (1905-1993), de vingt ans son aînée, prend soin de lui et l'élève avec son mari, Elfed James. Toute sa vie, Richard Burton restera très proche de son grand frère, Ifor (1906-1972), qui l'initie au rugby. L'accident dont ce dernier sera victime en 1968, le laissant paraplégique, à la suite d'une soirée trop arrosée entre frères et sa mort, quatre ans plus tard, créeront chez Burton une culpabilité qui l'enfoncera encore plus dans l'alcool.
Très bon élève, il est admis au collège de Port Talbot en mars 1937 et commence à se passionner pour la poésie et l'écriture. Remarqué pour son élocution et ses qualités vocales, il remporte un prix lors d'une eisteddfod en tant que soprano, encouragé par son professeur d'anglais, Philip Burton (1904-1995). Il fait ses premiers pas sur scène dans une production scolaire de The Apple Cart de George Bernard Shaw. Mais, à l'âge de seize ans, il choisit d'arrêter l'école pour travailler comme mineur. C'est à cette période qu'il commence à fumer et boire, bien que n'ayant pas l'âge légal. 
Le Royaume-Uni étant entré en guerre, il intègre la section locale de l'Air Training Corps où il retrouve Philip Burton comme chef d'escadron. Il entre parallèlement dans la troupe théâtrale du Taibach Youth Centre, fondée par Meredith Jones. Burton, qui reconnaît son talent, l'encourage à perdre son accent gallois et à développer sa puissance vocale. 
En 1943, Philip Burton décide d'adopter Richard, en accord avec son père, mais les 21 ans de différence requis par la loi n'étant pas atteints (à 20 jours près), il en devient tuteur au travers d'un acte formaliste unilatéral qui lui permet de lui transmettre son patronyme. Richard Walter Jenkins Jr. devient alors officiellement Richard Burton. La même année, il est autorisé à entrer pour six mois à l'Exeter College, au sein de la prestigieuse Université d'Oxford du fait qu'il appartient à la Royal Air Force (RAF).

### Carrière
En 1952, son rôle dans Ma cousine Rachel d'Henry Koster, lui vaut une nomination aux Oscars et la célébrité. En 1954, il débute à la radio en tant que narrateur de Au bois lacté de Dylan Thomas (1914-1953), son poète favori et son ami. Il reprendra ce rôle au cinéma vingt ans plus tard. Au cours du tournage de Cléopâtre, où il joue Marc Antoine, Richard rencontre Elizabeth Taylor, avec laquelle il commence une liaison orageuse et médiatisée. Ils se marient et jouent ensemble dans d'autres films, dont La Mégère apprivoisée de Franco Zeffirelli, Qui a peur de Virginia Woolf ? de Mike Nichols. Ils divorcent, puis se remarient pour divorcer encore.
Alignant un certain nombre d'échecs dans les années 1970, Richard Burton effectue un des plus incroyables retours au sommet du box-office international avec le triomphe du film Les Oies sauvages d'Andrew V. McLaglen aux côtés de Roger Moore. Ce succès vaut à son producteur Euan Lloyd d'être sollicité pour mettre immédiatement en chantier une suite, mais celui-ci préfère donner la priorité au film Le Commando de Sa Majesté (The Sea Wolves), également réalisé par McLaglen et joué par Burton et Moore qui s'étaient entendus à merveille sur le tournage des Oies sauvages (la présence de Roger Moore dans l'avant-dernière scène du film est une idée de Burton[réf. nécessaire]). Burton se retire toutefois du projet à la demande de son épouse de l'époque[réf. nécessaire] et est remplacé par Gregory Peck.

### Dernières années
En avril 1981, une cirrhose et une néphropathie, résultant de ses abus d'alcool et de tabac, lui sont diagnostiquées. En avril 1982, après avoir été opéré à Santa Monica du dos dont il souffre depuis de nombreuses années, il donne au National Enquirer une interview où il déclare : « Je suis fatigué, je souffre souvent. Je peux difficilement soulever un verre. Je dois le tenir à deux mains, et mes mains tremblent. Je peux enlever seul mon manteau mais non le remettre. Je suis partiellement aveugle de l'œil droit. Mes bras et mes jambes sont considérablement amaigris. En fait, j'ai perdu du poids partout et, parfois je me dis que je pourrais mourir demain. J'ai 56 ans et je n'ai pas peur de la mort. Elle serait même plutôt bienvenue. Je me donne tout au plus cinq ans à vivre si j'ai beaucoup de chance. »
D'avril à juillet 1984, il tourne à Londres 1984 sous la direction de Michael Radford. Le 5 août 1984, alors qu'il doit s'envoler le lendemain vers Berlin pour le tournage du film Les Oies sauvages 2, Richard Burton meurt à 58 ans d'une hémorragie cérébrale dans sa maison de Céligny (Suisse), achetée en 1957 pour des raisons fiscales. Il est enterré dans le vieux cimetière de Céligny.

### Vie privée

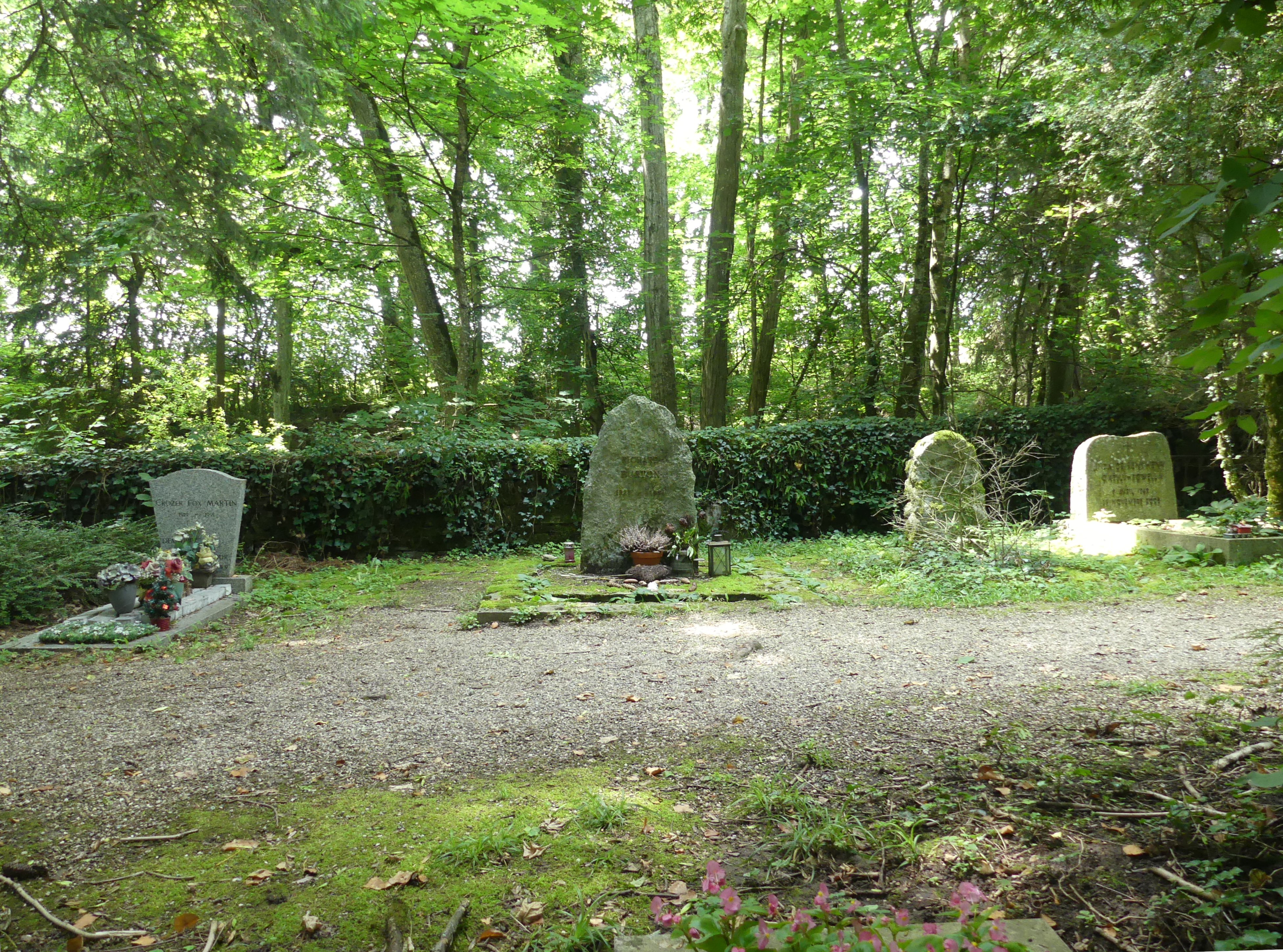
La tombe de Richard Burton dans le Vieux Cimetière de Céligny, canton de Genève, Suisse, (2021)

Insomniaque, alcoolique, gros fumeur, coureur de jupons invétéré, Richard Burton se marie cinq fois.
Le 5 février 1949, il épouse Sybil Williams (1929-2013), dont il a deux filles :
- Kate (née en 1957) qui deviendra actrice, mariée et mère de deux filles, Morgan et Charlotte, avec le directeur artistique Michael Ritchie ;
- Jessica (née en 1960), qui est autiste.

Il divorce le 5 décembre 1963 pour épouser le 15 mars 1964 sa maîtresse, l'actrice Elizabeth Taylor (1932-2011), elle-même récemment divorçant du chanteur Eddie Fisher (1928-2010). Il adopte dans la foulée la petite Maria, née en Allemagne en 1961 et pour laquelle Taylor avait entamé une procédure d'adoption avec Fisher avant son divorce. Il ré-adopte également Elizabeth Frances, née en 1957 du mariage d'Elisabeth Taylor avec Mike Todd (1909-1958), et qui avait été adoptée une première fois à la mort de Tood par Eddie Fisher.
Après un premier divorce prononcé le 26 juin 1974, Burton et Taylor se remarient le 10 octobre 1975 et divorcent à nouveau le 29 juillet 1976. Leur relation tumultueuse est marquée par les coups, les blessures et l'alcool.
De 1976 à 1982, Burton est marié à Susan Miller Hunt, mannequin et épouse en premières noces de James Hunt (1947-1993), pilote de Formule 1. Le mariage se solde également par un divorce.
Le 3 juillet 1983, il épouse enfin Sally Hay (née le 21 janvier 1948) qui partage sa vie jusqu'à sa mort.

## Théâtre
- 1943 : The Druid's Rest d'Emlyn Williams
- 1944 : Mesure for Mesure de William Shakespeare, mise en scène de Nevill Coghill
- 1948 : Castle Anna, mise en scène de Daphne Rye
- 1949-1950 : The Lady's Not for Burning de Christopher Fry, mise en scène de John Gielgud
- 1950 : The Boy With a Cart de Christopher Fry, mise en scène de John Gielgud
- 1950 : A Phoenix too Frequent de Christopher Fry
- 1951 : Henri IV de Shakespeare, mise en scène d'Anthony Quayle
- 1951 : Henri V de Shakespeare, mise en scène d'Anthony Quayle
- 1951 : The Tempest de Shakespeare, mise en scène de Michael Benthall
- 1951 : Legend of Lovers de Jean Anouilh, mise en scène de Peter Ashmore
- 1952 : Montserrat d'Emmanuel Roblès, mise en scène de Michael Benthall
- 1953 : Hamlet de Shakespeare, mise en scène de Michael Benthall
- 1953 : Coriolanus de Shakespeare, mise en scène de Michael Benthall
- 1953 : Hamlet, mise en scène de Michael Benthall
- 1953 : King John de Shakespeare, mise en scène de George Devine
- 1953 : The Tempest, mise en scène de Robert Helpmann
- 1953 : Twelfth Night de Shakespeare, mise en scène de Michael Benthall
- 1955 : Henri V, mise en scène de Michael Benthall
- 1956 : Othello de Shakespeare, mise en scène de Denis Carey
- 1957 : Time Remembered de Jean Anouilh, mise en scène d'Albert Marre
- 1960 : Camelot, comédie musicale d'Alan Jay Lerner et Frederick Loewe, mise en scène de Moss Hart
- 1964 : Hamlet de Shakespeare, mise en scène de John Gielgud
- 1966 : Doctor Faustus, mise en scène de Nevill Coghill
- 1970 : Equus de Peter Shaffer, mise en scène de John Dexter
- 1980 : Camelot d'Alan Jay Lerner et Frederick Loewe, mise en scène de Frank Dunlop
- 1983 : Private Lives de Noël Coward, mise en scène de Milton Katselas

## Filmographie

### Cinéma
- 1949 : The Last Days of Dolwyn (en) (The Last Days of Dolwyn) d'Emlyn Williams
- 1949 : Now Barabbas (Now Barabbas was a Robber) de Gordon Parry
- 1950 : La Femme sans nom (The Woman with No Name) de Ladislas Vajda
- 1950 : Waterfront (Waterfront) de Michael Anderson
- 1951 : Green Grow the Rushes (Green Grow the Rushes) de Derek N. Twist
- 1952 : Ma cousine Rachel (My Cousin Rachel) d'Henry Koster
- 1953 : Les Rats du désert (The Desert Rats) de Robert Wise
- 1953 : La Tunique (The Robe) de Henry Koster
- 1955 : La Mousson (The Rains of Ranchipur) de Jean Negulesco
- 1955 : Le Prince des acteurs (Prince of Players) de Philip Dunne
- 1956 : Alexandre le Grand (Alexander the great) de Robert Rossen
- 1957 : Amère Victoire (Bitter Victory) de Nicholas Ray
- 1957 : L'Épouse de la mer (Sea Wife) de Bob McNaught
- 1959 : Les Corps sauvages (Look Back in Anger) de Tony Richardson
- 1959 : Le Songe d'une nuit d'été (Sen noci svatojánské) de Jiří Trnka (voix)
- 1960 : Le Buisson ardent (The Bramble Bush) de Daniel Petrie
- 1960 : Les Aventuriers (Ice Palace) de Vincent Sherman
- 1962 : Le Jour le plus long (The Longest Day) de Ken Annakin : Flying Officer David Campbell
- 1963 : Cléopâtre (Cleopatra) de Joseph L. Mankiewicz : Marc Antoine
- 1963 : Hôtel international (The VIPs) d'Anthony Asquith
- 1964 : Zoulou (Zulu) de Cy Endfield
- 1964 : Becket de Peter Glenville
- 1964 : La Nuit de l'iguane (The Night of the Iguana) de John Huston
- 1964 : Hamlet de Bill Colleran et John Gielgud
- 1965 : Le Chevalier des sables (The Sandpiper) de Vincente Minnelli
- 1965 : L'Espion qui venait du froid (The Spy who came in from the Cold) de Martin Ritt
- 1965 : Quoi de neuf, Pussycat ? (What's new, Pussycat?) de Clive Donner
- 1966 : Qui a peur de Virginia Woolf ? (Who's afraid of Virginia Woolf?) de Mike Nichols
- 1967 : Les Comédiens (The Comedians) de Peter Glenville
- 1967 : Doctor Faustus (Doctor Faustus) de Nevill Coghill et Richard Burton
- 1967 : La Mégère apprivoisée (The Taming of the Shrew) de Franco Zeffirelli
- 1968 : Boom ! (Boom) de Joseph Losey
- 1968 : Candy (Candy) de Christian Marquand
- 1968 : Quand les aigles attaquent (Where Eagles Dare) de Brian G. Hutton
- 1969 : Anne des mille jours (Anne of the Thousand Days) de Charles Jarrott
- 1969 : L'Escalier (Staircase) de Stanley Donen
- 1971 : Le Cinquième Commando (Raid on Rommel) de Henry Hathaway
- 1971 : Salaud (Villain) de Michael Tuchner
- 1972 : Au bois lacté d'Andrew Sinclair
- 1972 : L'Assassinat de Trotsky (The Assassination of Trotsky) de Joseph Losey
- 1972 : Barbe-Bleue (Bluebeard) d'Edward Dmytryk
- 1972 : Hammersmith Is Out de Peter Ustinov
- 1973 : La Cinquième Offensive (Sutjeska) de Stipe Delic
- 1973 : SS Représailles (Massacre in Rome) de George P. Cosmatos
- 1974 : L'Homme du clan (The Klansman) de Terence Young
- 1974 : Le Voyage (Il Viaggio) de Vittorio De Sica
- 1977 : L'Exorciste 2 : L'Hérétique (Exorcist II : The Heretic) de John Boorman
- 1977 : Equus de Sidney Lumet
- 1978 : Absolution (en) (Absolution) d'Anthony Page
- 1978 : La Percée d'Avranches (Sergeant Steiner) d'Andrew V. McLaglen
- 1978 : La Grande Menace (The Medusa Touch) de Jack Gold
- 1978 : Les Oies sauvages (The Wild Geese) d'Andrew V. McLaglen
- 1980 : Les Âges du cœur (Circle of Two) de Jules Dassin
- 1981 : Lovespell de Tom Donovan
- 1984 : 1984 de Michael Radford : O'Brien

### Télévision
- 1973 : Divorce (Divorce His, Divorce Hers) (téléfilm) de Waris Hussein
- 1982 : L'Homme qui tombe à pic : lui-même (1 épisode)
- 1983 : Wagner de Tony Palmer : Richard Wagner
- 1984 : Ellis Island, les portes de l'espoir de Jerry London

## Discographie
- 1978 : Jeff Wayne's Musical Version of The War of The Worlds

## Distinctions
- 1970 : commandeur de l'Empire britannique (CBE)

### Récompenses
- Golden Globes 1953 : Révélation masculine de l'année pour Ma cousine Rachel
- David di Donatello 1966 : Meilleur acteur étranger pour L'Espion qui venait du froid
- British Academy Film Awards 1967 : Meilleur acteur pour Qui a peur de Virginia Woolf ? et pour L'Espion qui venait du froid
- David di Donatello 1967 : Meilleur acteur étranger pour La Mégère apprivoisée
- Golden Globes 1969 : Henrietta Award
- Golden Globes 1978 : Meilleur acteur pour Equus

### Nominations
- Oscars 1953 : Meilleur acteur dans un second rôle pour Ma cousine Rachel
- Oscars 1954 : Meilleur acteur pour La Tunique
- British Academy Film Awards 1960 : Meilleur acteur pour Les Corps sauvages
- Golden Globes 1960 : Meilleur acteur pour Les Corps sauvages
- Golden Globes 1965 : Meilleur acteur pour Becket
- Oscars 1965 : Meilleur acteur pour Becket
- Oscars 1966 : Meilleur acteur pour L'Espion qui venait du froid
- Golden Globes 1967 : Meilleur acteur pour Qui a peur de Virginia Woolf ?
- Oscars 1967 : Meilleur acteur pour Qui a peur de Virginia Woolf ?
- British Academy Film Awards 1968 : Meilleur acteur pour La Mégère apprivoisée
- Golden Globes 1968 : Meilleur acteurpour La Mégère apprivoisée
- Golden Globes 1970 : Meilleur acteur pour Anne des mille jours
- Oscars 1970 : Meilleur acteur pour Anne des mille jours
- Oscars 1978 : Meilleur acteur pour Equus

## Voix françaises
Jean-Claude Michel et André Falcon furent les deux voix françaises régulières en alternance de Richard Burton. D'autres comédiens tels que Michel Gatineau et Gabriel Cattand ont également eu l'occasion de doubler Burton.